# Cobalt (Fear the Walking Dead)
«Cobalto» —título original en inglés: «Cobalt»— es el quinto y penúltimo episodio de la primera temporada de la serie de televisión posapocalíptica, horror Fear the Walking Dead. En el guion estuvo cargo David Wiener y por otra parte Kari Skogland dirigió el episodio, que salió al aire en el canal AMC el 27 de septiembre de 2015 en los Estados Unidos y en Latinoamérica.
Este episodio marca la primera aparición de Colman Domingo como Victor Strand que se convertiría en un personaje prominente para la serie.

## Trama
En una celda militar, Strand soborna a un guardia para salvar a un febril Nick de ser movido. Liza ayuda al Dr. Exner con pacientes en el hospital. Chris está devastado porque Liza se fue voluntariamente para ayudar en el hospital, pero Travis promete traerla de regreso. Madison descubre que Daniel detiene a Adams en el sótano de la casa de los Tran. Alicia y Chris se emborrachan y destrozan la casa abandonada de una familia acomodada. Strand recluta a Nick para un plan de escape. Travis convence al equipo de Moyers para que lo lleve al hospital a ver a sus amigos. Mientras está en camino, Moyers alienta a Travis a disparar a un zombi, pero Travis es emocionalmente incapaz de apretar el gatillo. Los soldados se detienen para ayudar a otro escuadrón en un edificio infestado de zombis y la mayoría de esos soldados, incluido Moyers, son vencidos. Los pocos sobrevivientes huyen y dejan a Travis cerca de la Zona Segura. Travis se entera de que Daniel torturó a Adams para que revelara lo que significa "Cobalto": en la mañana, todos los civiles serán asesinados y los guardias evacuarán la ciudad. Griselda muere de shock séptico en el hospital; Liza dispara a su cerebro para evitar su reanimación. Daniel visita un estadio deportivo cercano para verificar la historia de Adams de que estaba sellado con 2,000 civiles ahora zombificados dentro.

## Recepción
"Cobalt" recibió críticas positivas de los críticos. En Rotten Tomatoes, obtuvo una calificación de 76% con un puntaje promedio de 7.73 / 10 basado en 21 comentarios. El consenso del sitio dice: "En el penúltimo episodio de la primera temporada de Fear the Walking Dead, 'Cobalt' inyecta nueva vida a su grupo secuestrado de sobrevivientes con un nuevo personaje intrigante".
Matt Fowler de IGN le dio a "Cobalt" una calificación de 6.8 / 10.0 indicando; "Si bien 'Cobalt' puede habernos preparado para (con suerte) un final FTWD lleno de zombies, también fue una especie de desastre. Travis continuó haciendo nada más que presenciar cosas mientras, por alguna razón, un plan de evacuación necesitaba ser brutalmente torturado por un miembro de la Guardia Nacional que debería haber estado del lado de la familia Salazar dado sus sentimientos por Ofelia. Por supuesto, hubo algunos momentos agradables y oscuros de Daniel aquí, pero faltaron demasiadas piezas de rompecabezas. Incluso Madison se sintió desperdiciada esta semana."

### Audiencia
"Cobalt" fue visto por 6.70 millones de televidentes en los Estados Unidos en su fecha de emisión original, ligeramente por encima de la calificación del episodio anterior de 6.62 millones. "Cobalt" fue el primer episodio de Fear the Walking Dead que tuvo una audiencia más alta que su episodio anterior.